# Andreas Lobsch
Andreas Lobsch (* 17. November 1984) ist ein deutscher Fußballspieler. Er spielt seit 2006 für die zweite Mannschaft von Erzgebirge Aue.

## Karriere
In seiner Jugend spielte Lobsch für den FC Sachsen Leipzig. Danach spielte er für den Oberligisten FC Eilenburg und für den Landesligisten Fortuna Leipzig. 2006 wechselte er zur zweiten Mannschaft von Erzgebirge Aue. Darüber hinaus hatte er im Dezember 2008 einen Drittligaeinsatz für die erste Mannschaft. Mittlerweile spielt er für den SV Liebertwolkwitz in der Landeskasse.